# VII округ (Будимпешта)
VII округ (мађ. VII. kerület) или Ержебетварош (мађ. Erzsébetváros) у Будимпешти се налази на Пештанској страни Дунава.
Унутрашња половина округа је била историјска четврт Јевреја. Синагога у Дохањијевој улици која је највећи очуван јеврејски храм у Европи се налази у овом округу.

## Општине побратими
- Свети Влас, Бугарска
- Ставропули, Солун, Грчка
- Седлце, Пољска
- Стари град, Београд, Србија
- Невер, Француска
- Карловац, Хрватска
- Пожега, Хрватска